# Space 1992: Rise of the Chaos Wizards
Space 1992: Rise of the Chaos Wizards és el segon àlbum d'estudi de la banda anglosuïssa de power metal simfònic Gloryhammer. Va ser publicat el 25 de setembre de 2015. L'edició de luxe conté un disc addicional de interpretacions orquestrals de l'àlbum complet, amb títols alternatius. Va arribar al número 18 a les llistes de rock i metall del Regne Unit.

## Història
Al 1992, un mil·lenni després dels esdeveniments de "Tales from the Kingdom of Fife", el malvat mag Zargothrax segueix en un son criogènitzat, empresonat a Tritó (Triton) vigilat per els cavallers espacials de Crail (Crail) Infernus Ad Astra. Un culte de "mags profans del caos" planejen alliberar-lo atacant Tritó, derroten als cavallers, i alliberen a en Zargothrax, que promet portar el terror per tota la galàxia Rise of the Chaos Wizards. El príncep i guerrer intergalàctic Angus McFife XIII, descendent de l'Angus McFife original, es prepara per enfrentar-se al mac un cop més, fent servir el seu increïble martell de la glòria (glòryhammer), que ha passat de generació en generació fins a ell, conegut actualment amb el nom de Llegendari Martell Astral Legend of the Astral Hammer.
Zargothrax va a buscar al rei Goblin, qui li donarà una clau de cristall per a poder obrir un portal secret a l'infern a la Terra, just sota Dundee Goblin King of the Darkstorm Galaxy. Mentrestant, McFife s'uneix al llegendari Hollywood Hootsman The Hollywood Hootsman, els cavallers de Crail, liderats per Sir Proletius, i Sir Regulon, supervivent de Triton. Victorious Eagle Warfare i amb els senyors de les missions de Inverness (Inverness) Questlords of Inverness, Ride to the Galactic Fortress!. Les dues faccions Heroes of Dundee i l'exèrcit demoníac de Zargothrax Universe on Fire es preparen per combatre a l'espai aèri de Mart.
Mentre es desenvolupa el combat, amb moltes pèrdues, Zargothrax torna a la Terra, on sota Dundee, a les cavernes, comença un malvat ritual per a invocar l'antic déu malvat Kor-Virliath en aquesta galàxia. Alertata per del perill per l'hermità Relathor, en Hootsman vola cap a la terra, i detona el seu cor que és una estrella de neutrons, vaporitzant el planeta i aturant el ritual just a temps Apocalypse 1992. Furiós, en Zargothrax escapa a una altra realitat a través d'una escletxa espaciotemporal caòtica, perseguit de prop per l'Angus McFife XIII.

## Llistat de pistes
| Núm.          | Títol                                                     | Durada |
| ------------- | --------------------------------------------------------- | ------ |
| 1.            | «Infernus Ad Astra»                                       | 1:24   |
| 2.            | «Rise of the Chaos Wizards»                               | 3:57   |
| 3.            | «Legend of the Astral Hammer»                             | 5:13   |
| 4.            | «Goblin King of the Darkstorm Galaxy»                     | 3:38   |
| 5.            | «The Hollywood Hootsman»                                  | 3:54   |
| 6.            | «Victorious Eagle Warfare»                                | 4:59   |
| 7.            | «Questlords of Inverness, Ride to the Galactic Fortress!» | 5:22   |
| 8.            | «Universe on Fire»                                        | 4:06   |
| 9.            | «Heroes (of Dundee)»                                      | 5:49   |
| 10.           | «Apocalypse 1992»                                         | 9:38   |
| Durada total: | Durada total:                                             | 48:15  |

| Núm.          | Títol         | Durada |
| ------------- | ------------- | ------ |
| Durada total: | Durada total: | 52:42  |

| No.             | Títol             | Llargada |
| --------------- | ----------------- | -------- |
| 11.             | "Dundax Aeterna " | 4:26     |
| Longitud total: | Longitud total:   | 52:42    |

| No.             | Títol                                               | Llargada |
| --------------- | --------------------------------------------------- | -------- |
| 11.             | "Universe On Fire (Spaghetti Space Western Remix) " | 4:12     |
| Longitud total: | Longitud total:                                     | 52:28    |

| 11.           | «Main Title»                  | 2:02    |
| 12.           | «The Attack on Triton»        | 3:58    |
| 13.           | «Angus McFife XIII's Theme»   | 5:16    |
| 14.           | «An Evil Wizard Does a Quest» | 3:38    |
| 15.           | «The King of California»      | 3:52    |
| 16.           | «Ser Proletius Returns»       | 4:58    |
| 17.           | «Lords of Space and Time»     | 5:22    |
| 18.           | «To Claim Space Throne»       | 4:04    |
| 19.           | «An Epic War is Fight»        | 5:50    |
| 20.           | «Dundee Will Fall»            | 9:50    |
| Durada total: | Durada total:                 | 1:36:50 |

## Membres de la banda
Gloryhammer
- Thomas Winkler (Angus McFife XIII) – veu
- Christopher Bowes (Zargothrax) – teclats
- Paul Templing (Ser Proletius) – guitarres
- James Cartwright (The Hollywood Hootsman) – baix
- Ben Turk (Ralathor) – bateria, orquestració

Cor
- Amy Turk, Dominic Sewell, Laura Trundle

Producció
- Lasse Lammert: producció, enginyeria, mescla, masterització
- Dan Goldsworthy – obra d'art, disseny
- Robert Zembrzycki – fotografia